# Oxytripia orbiculosa
Oxytripia orbiculosa ist ein Schmetterling (Nachtfalter) aus der Familie der Eulenfalter (Noctuidae).

## Merkmale

### Falter
Die Flügelspannweite der Falter  beträgt 31 bis 59 Millimeter. Die große Spreizung erklärt sich dadurch, dass die Weibchen wesentlich größer als die Männchen sind. Die Art zeigt sehr auffällige Zeichnungselemente und ist dadurch unverwechselbar. Die Grundfärbung der Vorderflügel ist rotbraun oder dunkelbraun. Nieren- und Ringmakel sind sehr groß, wobei die Nierenmakel weißlich und die Ringmakel schwarz ist. Der Apexbereich schimmert milchig weiß. Die basale und die innere Querlinie sind weiß, die äußere ist schwarz angelegt. Im Saumfeld ist ein deutliches weißes W-Zeichen zu erkennen. Die Hinterflügel sind im Mittelfeld weißlich und werden durch ein breites schwarzes Saumband begrenzt. Außerdem ist ein unterschiedlich stark ausgeprägter dunkler Wurzelstrich erkennbar. Sämtliche Fransen sind seidig weiß. Die Fühler der Männchen sind gekämmt, diejenigen der Weibchen kurz gezähnt. Der Thorax ist dicht hell behaart, der Hinterleib abwechselnd schwarz und weiß geringelt. Bei den Weibchen befindet sich am Hinterleibsende eine zirka fünf Millimeter lange Legeröhre.

### Ei
Das kugelige Ei ist an der Ober- und Unterseite jeweils abgeplattet und mit zahlreichen geraden Längsrippen versehen. Es hat zunächst eine hellgelbe Farbe, die sich später in aschgraue Tönungen umwandelt.

### Raupe
Erwachsene Raupen sind walzenförmig und braungrau bis violettgrau, zuweilen fast schwarz glänzend sowie fein hellgrau gerieselt. Die Seitenstreifen sind weißgrau und meist undeutlich. Der Körper ist mit sehr kurzen Borsten versehen.

### Puppe
Die dunkel rotbraune Puppe schimmert am bauchseitigen Teil der Flügelscheiden etwas heller. Am Kremaster befinden sich vier Dornen.

## Verbreitung und Lebensraum
Die Verbreitung der Nominatform Oxytripia orbiculosa orbiculosa erstreckt sich sehr lokal von Spanien bis nach Japan, die von Oxytripia orbiculosa noctivolans von Anatolien über den Iran und Turkmenistan bis zum Tian-Shan-Massiv. Oxytripia orbiculosa ist überwiegend in Steppenzonen anzutreffen.

## Lebensweise
Die Falter sind tag- und nachtaktiv. Männchen fliegen am Tage bevorzugt im Sonnenschein in sehr schnellem Flug dicht über dem Boden auf der Suche nach den Weibchen. Nachts besuchen sie auch künstliche Lichtquellen. Sie fliegen im Oktober in einer Generation. Die Raupen leben von April bis August. Sie ernähren sich von verschiedenen Schwertlilienarten (Iris). Junge Raupen minieren, ältere fressen im Rhizom, in dem sie sich auch in einem lockeren Gespinst verpuppen. Die Art überwintert als Ei.